# 第一新彼得里夫卡
47°12′26″N 30°22′6″E / 47.20722°N 30.36833°E
第一新彼得里夫卡（烏克蘭語：Новопетрівка Перша）曾是位於烏克蘭西南部的村莊，由敖德薩州贝雷济夫卡区的茲納姆揚卡市鎮負責管轄。該村始建於1793年，面積0.46平方公里，海拔高度37米，2001年人口267，人口密度每平方公里580.43人。
2018年6月12日，第一新彼得里夫卡与第二新彼得里夫卡合并为新彼得里夫卡。